# ووزنسنکا (شهرستان ایگلینسکی، باشقیرستان)
ووزنسنکا (انگلیسی: Voznesenka, Iglinsky District, Republic of Bashkortostan) یک شهرک در شهرستان ایگلینسکی استان باشقیرستان کشور روسیه است.